# Giuseppe Vinci (arcivescovo)
Giuseppe Vinci (Fermo, 27 luglio 1736 – Roma, 30 settembre 1795) è stato un arcivescovo cattolico e diplomatico italiano.

## Biografia
Nacque a Fermo nelle Marche il 27 luglio 1736, da Gian Simone, patrizio di Fermo, e dalla moglie Aldegonda Massei, dei marchesi di Ascoli.
Intraprese la carriera ecclesiastica, probabilmente dopo studi giuridici. Nel 1765 fu nominato referendario delle due Segnature. Dal 1765 al 1778 fu governatore pontificio di Rieti, Fabriano e Camerino. Rientrò a Roma per la nomina a chierico di Camera divenendone presidente.
Nel 1785, in vista della nomina a nunzio, ricevette in rapida successione gli ordini sacri e fu nominato, da papa Pio VI, arcivescovo titolare di Berito. Fu consacrato il 24 aprile di quell'anno dal cardinale Francesco Saverio de Zelada, coadiuvato da monsignore Martino Bianchi, arcivescovo di Lucca e da Pierluigi Galletti, O.S.B., vescovo titolare di Cirene.
Fu quindi inviato come nunzio apostolico a Lucerna dal 1785 al 1788 e, dopo un soggiorno di cura in Italia, nuovamente dal 1790 al 1794. Il nunzio dovette assistere impotente, a causa della rivoluzione francese, al crollo delle istituzioni ecclesiastiche in Alsazia con soppressione di conventi e Costituzione civile del clero e nel principato vescovile di Basilea alle rivolte del 1790 e 1791, con la fuga nel 1792 del vescovo Franz Joseph Sigismund von Roggenbach, di fronte alle truppe rivoluzionarie. Si occupò principalmente degli émigrés e cercò di garantire un ordinamento ecclesiastico provvisorio. Nel 1790 risolse i problemi di successione sorti nelle diocesi di Sion, con la nomina di monsignore Joseph Anton Blatter, che ebbe modo di consacrare a Sion il 13 gennaio dell'anno seguente, e di Karl Rudolf Buol von Schauenstein (1794), e della diocesi di Coira con la nomina nel 1794 del vescovo von Schauenstein.
Fu richiamato a Roma nel 1794 e fu nominato maggiordomo di Sua Santità, carica che ricoprì sino alla morte.
Morì a Roma l'anno seguente e fu sepolto nella navata centrale della chiesa romana di san Salvatore in Lauro, dove una lapide lo ricorda.

## Genealogia episcopale
La genealogia episcopale è:
- Cardinale Scipione Rebiba
- Cardinale Giulio Antonio Santori
- Cardinale Girolamo Bernerio, O.P.
- Arcivescovo Galeazzo Sanvitale
- Cardinale Ludovico Ludovisi
- Cardinale Luigi Caetani
- Cardinale Ulderico Carpegna
- Cardinale Paluzzo Paluzzi Altieri degli Albertoni
- Papa Benedetto XIII
- Papa Benedetto XIV
- Papa Clemente XIII
- Cardinale Francesco Saverio de Zelada
- Arcivescovo Giuseppe Vinci

La successione apostolica è:
- Joseph Anton Blatter (1791)